# Luis Advis
Luis Archibaldo de Lourdes Advis Vitaglich (Iquique, 10 de febrero de 1935-Santiago, 9 de septiembre de 2004) fue un compositor musical chileno, además de profesor universitario de filosofía.

## Biografía
Nacido en la ciudad de Iquique, en el Norte Grande de Chile, se graduó como filósofo en la Universidad de Chile, ejerciendo la docencia universitaria en numerosas otras instituciones de educación superior de su país.
Pese a no estudiar en el Conservatorio ni realizar estudios formales de música, estudió piano con Albert Spikin y composición con el maestro chileno Gustavo Becerra-Schmidt, una de las figuras fundamentales de la música chilena contemporánea. Aunque sentía un gran aprecio por la música clásica, Advis se abocó a tomar elementos de ésta para revitalizar y desarrollar la música folclórica, a través de trabajos tales como cantatas, sinfonías y otras formas musicales.
Entre sus obras más destacadas están: Valparaíso, el ciclo Canciones del 900 (interpretadas por Margot Loyola), la Cantata de Santa María de Iquique, referente fundamental del movimiento de la Nueva Canción Chilena, interpretada por Quilapayún; el Canto para una semilla, basado en poemas de Violeta Parra y grabado por Inti-Illimani, Isabel Parra y Carmen Bunster; y la sinfonía Los Tres Tiempos de América, registrada por Quilapayún y la cantante española Paloma San Basilio en 1988. La misma obra fue estrenada en Chile el 20 de octubre de 1994, en el Teatro Municipal de Viña del Mar, interpretada por el grupo musical Transiente, Natalia Cortés y la Orquesta Filarmónica de la Quinta Región, dirigida por Boris Alvarado. Relatos de Nitaya Jandragholica.
En 1979 publicó el libro Displacer y Trascendencia en el Arte.
En los últimos años de su vida hizo los arreglos para Del Salón al Cabaret la Belle Epoque Chilena (2002), recreación teatral, musical y coreográfica de la época, en la cual participaron 70 músicos y actores de la Escuela de Teatro de la Pontificia Universidad Católica de Chile. También dejó listo un oratorio llamado La Pampa del Tamarugal.
Completan su producción, un ciclo de Preludios para Piano, un Quinteto de Vientos, la obra sinfónica Suite Latinoamericana, la ópera Murales Extremeños y decenas de partituras incidentales para teatro y cine. Además, compuso "Cinco danzas breves" (cha-cha-chá, son cubano, vals, habanera y rag-time) para el Cuarteto de Saxofones Villafruela, las que fueron incluidas en el CD Saxofonos de Latinoamérica".
Su cantata Murales extremeños fue un encargo del Gobierno español para la celebración de los 500 años del descubrimiento de América.

## Discografía
- 1971 - Cachencho en la playa
- 1972 - Canciones del 900 (con Margot Loyola)
- 2006 - Luis Advis: Preludios

### Compositor
- 1970 - Cantata de Santa María de Iquique (interpretación: Quilapayún)
- 1970 - Canto al programa (interpretación: Inti-Illimani)
- 1972 - Canto para una semilla (interpretación: Inti-Illimani, Isabel Parra y Carmen Bunster)
- 1975 - Suite latinoamericana
- 1978 - Canto per un seme (interpretación: Inti-Illimani, Isabel Parra y Edmonda Aldini)
- 1978 - Canto para una semilla (interpretación: Inti-Illimani, Isabel Parra y Marés González)
- 1985 - Chant pour une semence (interpretación: Inti-Illimani, Isabel Parra y Francesca Solleville)
- 1988 - Los tres tiempos de América (interpretación: Quilapayún y Paloma San Basilio)

### Bandas sonoras
- 1972 - La sal del desierto
- 1972 - La tierra prometida
- 1979 - Julio comienza en julio
- 2000 - Coronación

### Colectivos
- 1998 - Música chilena del siglo XX, volumen II

### Colaboraciones
- 1971 - De aquí y de allá (de Isabel Parra)